# تاهکونا
تاهکونا (به لاتین: Tahkuna) یک منطقهٔ مسکونی در استونی است که در شهرستان هیو واقع شده‌است.